# Ossona
Ossona település Olaszországban, Lombardia régióban, Milánó megyében. Lakosainak száma 4300 fő (2023. január 1.). Ossona Casorezzo, Marcallo con Casone, Santo Stefano Ticino, Arluno, Inveruno és Mesero községekkel határos.

## Népesség
A település lakossága az elmúlt években az alábbi módon változott:
| Lakosok száma | 4262 | 4288 | 4275 | 4300 |
|               | 2013 | 2017 | 2018 | 2023 |